# آدم بيرغمارك ويبرغ
آدم بيرغمارك ويبرغ (بالسويدية: Adam Bergmark Wiberg) هو لاعب كرة قدم سويدي في مركز الهجوم، ولد في 7 مايو 1997 في ستوكهولم في السويد. لعب مع غيفلي ونادي يورغوردينس.

## وصلات خارجية
- آدم بيرغمارك ويبرغ على موقع اتحاد السويد (السويدية)
- آدم بيرغمارك ويبرغ على موقع قاعدة بيانات كرة القدم.إي يو (الإنجليزية)